# Рабичев, Леонид Николаевич
Леони́д Никола́евич Ра́бичев (30 июня 1923 п. Красково, Московская губерния — 19 сентября 2017, п. Быково, Московская область) — советский и российский поэт, график, живописец, писатель-мемуарист. Участник Великой Отечественной войны.

## Биография
Родился 30 июня 1923 года в посёлке Красково Московского уезда Московской губернии. В 1939 году поступил в Московский юридический институт. После начала Великой Отечественной войны, в ноябре 1941 года, вместе с семьёй был эвакуирован в Уфу (Башкирская АССР). Учёба в юридическом институте давала право на бро́ню, но Леонид решил отказаться от неё и подал заявление в военкомат. 3 ноября 1941 года его зачислили в Ленинградское училище связи. В ноябре 1942 года, в звании лейтенанта, попал в действующую армию.
С декабря 1942 года лейтенант, командир взвода 100-й отдельной армейской роты ВНОС при управлении 31-й армии. На Центральном, Третьем Белорусском и Первом Украинском фронтах участвовал в боевых действиях по освобождению Ржева, Сычёвки, Смоленска, Орши, Борисова, Минска, Лиды, Гродно, в боях в Восточной Пруссии от Гольдапа до Кёнигсберга, в Силезии на Данцигском направлении участвовал во взятии городов Лёвенберг, Бунцлау, Хайльсберг и других, в Чехословакии дошёл до Праги.
Приказом военного совета 31-й Армии №35 от 27.10.1943 года командир взвода 100-й отдельной армейской роты ВНОС Западного фронта лейтенант Рабичев был награждён орденом Отечественной войны 2-й степени за отличное выполнение боевых задач, связанных с обнаружением вражеских самолётов, под миномётным и пулемётным огнём во время осенней операции 1943 года.
Приказом ВС 31-й Армии №: 28 от: 17.05.1945 года командир 3-го взвода 100-й отдельной армейской роты ВНОС лейтенант Рабичев награждён орденом Красной Звезды за постоянное своевременное оповещение войск и командования о воздушной опасности и создание лучшего подразделения системы ВНОС 31-й армии по итогам боёв.
О своём участии в войне Леонид Николаевич говорил: «Я был связистом при управлении 31-й армии, обслуживал штабы. Я не убил ни одного немца».
В 1985 году награждён орденом Отечественной войны 2-й степени.
Умер 19 сентября 2017 года в посёлке Быково Московской области. Прах захоронен на Введенском кладбище (уч. 3).

## Живопись
В 1946 году поступил на художественный факультет Московского полиграфического института, который окончил в 1951 году. В 1958 году Леонид попал на занятия в студию Элия Михайловича Белютина «Новая реальность», где познакомился с авангардным искусством.
В 1959 году Леонид Рабичев был принят в Союз художников СССР.
1 декабря 1962 года в Манеже состоялась выставка «Тридцать лет Московского союза художников», в которой приняли участие художники студии «Новая реальность». Юбилейную выставку посетил Никита Хрущёв, после чего представленные в экспозиции картины подверглись резкой критике, а выставка была закрыта.
17 декабря 1962 года, после того как в разговоре с Хрущёвым на выставке Леонид Рабичев уважительно отозвался о художниках, он был исключён из Союза художников.
Несмотря на это Леонид Рабичев продолжил рисовать, работал художником в области прикладной, книжной графики и прикладного искусства в мастерской промышленной графики КГИ Московского отделения Художественного фонда РСФСР, в издательствах «Росгизместпром», «Художественная литература», «Искусство», «Медицина», «Наука», «Присцельс», «Авваллон» и многих других. Несколько оформленных им книг были удостоены премии «Лучшая книга года». В мае 2013 года в ЦДХ прошла персональная выставка художника, посвящённая его 90-летию.

## Литературная деятельность
С ранних лет Леонид увлекался поэзией. В 1939 году, учась в Юридическом институте, он занимался в литературном кружке Осипа Максимовича Брика. Будучи приглашённым Осипом Максимовичем на литературные читки в свою квартиру в Спасопесковском переулке, знакомится с его женой Лилей Брик, а также с Василием Катаняном, Семеном Кирсановым, Борисом Слуцким.
После войны, в 1946—1947 годах, был членом литературного объединения Московского университета, которым руководил поэт Михаил Зенкевич, выступал со своими стихами на литературном вечере в Союзе писателей под председательством Александра Твардовского.
С 1993 года член Союза писателей Москвы, поэт, эссеист, прозаик. Автор шестнадцати книг стихов, шести прозаических публикаций. Несколько поэтических и прозаических публикаций переведены на иностранные языки.
Автор книги «Война всё спишет: Воспоминания офицера-связиста 31-армии. 1941—1945». По словам журналиста Александра Невзорова, в своей книге Рабичев, помимо прочего, утверждает, что являлся свидетелем массовых военных преступлений Красной Армии во время Второй мировой войны.

## Научная критика
По мнению профессора О. В. Будницкого, «воспоминания» Л. Рабичева не внушают доверия. Будницкий отмечает, что из документов и воспоминаний известно о большом количестве групповых изнасилований, свидетелем одного из которых, вероятно, и был Л. Рабичев. Однако то, что тысячи людей одновременно участвовали в такой акции, делая это средь бела дня на обочине дороги под руководством старших офицеров, вызывает большие сомнения.
Профессор Е. С. Сенявская отметила, что мемуары Рабичева нередко использовали в своих работах авторы современного либерального толка и околонаучной псевдоисторической публицистики, однако при проверке боевого пути Л. Рабичева по документам ЦАМО выяснилось, что многое из его мемуаров не соответствует действительности.

## Награды
Награждён двумя орденами Отечественной войны II степени, орденом «Красная Звезда», различными медалями.